# Villar del Olmo
Villar del Olmo és un municipi de la Comunitat Autònoma de Madrid. Limita amb els municipis de Nuevo Baztán, Olmeda de las Fuentes, Ambite, Orusco de Tajuña i Valdilecha.